# Domingos Mourão
Domingos Mourão là một đô thị thuộc bang Piauí, Brasil. Đô thị này có diện tích 846,831 km², dân số năm 2007 là 4386 người, mật độ 5,18 người/km².